# Java SE

### Plateforme Java
- Java SE
- Jakarta EE
- Java ME
- JavaFX
- Java Card

Java Platform, Standard Edition, ou Java SE (anciennement Java 2 Platform, Standard Edition, ou J2SE), est une spécification de la plateforme Java d'Oracle, destinée typiquement aux applications pour poste de travail.

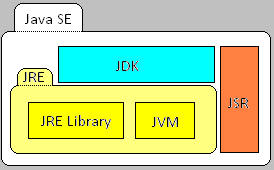
Architecture logicielle de Java SE.

La plateforme est composée, outre les API de base :
- des API spécialisées dans le poste client (JFC et donc Swing, AWT et Java2D) ;
- des API d'usage général comme JAXP (pour le parsing XML) ;
- de JDBC (pour la gestion des bases de données).

À chaque version de Java SE correspond notamment, comme toutes les éditions Java :
- les Java Specification Requests (JSR), constituant les spécifications de la version considérée ;
- un Java Development Kit (JDK), contenant les bibliothèques logicielles ;
- un Java Runtime Environment (JRE), contenant le seul environnement d'exécution (compris de base dans le JDK).

## Versions et historique
Java 2 Platform, Standard Edition, ou J2SE, a été renommée Java Platform, Standard Edition, ou Java SE, par Sun Microsystems juste après son rachat par Oracle Corporation en 2009.
Oracle a annoncé en juillet 2011 la sortie de Java SE 7 pour le mois d'août de cette même année. Cette version n'a toutefois été préconisée à la communauté d'utilisateurs qu'un an plus tard. Elle a été mise à jour plusieurs fois de suite, ainsi que Java 6, principalement pour corriger des failles de sécurité.
Java 8 est sorti en mars 2014, compatible sur Apple à partir de MacOSX 10.7 seulement.
Fin 2017, les versions suivantes d'implémentation de Java SE RunTimeEnvironment par Oracle existent :
| Version | Last public update | Dénomination JSE/JRE | Nom de code | Spécifications | JDK | Statut actuel                                                                    | Période de maintenance |
| ------- | ------------------ | -------------------- | ----------- | -------------- | --- | -------------------------------------------------------------------------------- | ---------------------- |
| 1.8     | 0.171              | Java SE 8            | Kenaï       | -              | 1.8 | Stable, actuel, version 1.8.0.171 proposée aux utilisateurs par Oracle           |                        |
| 1.7     | 0.80               | Java SE 7            | Dolphin     | (en) JSR 336   | 1.7 | Stable, actuel, version 1.7.0.80 proposée aux développeurs et utilisateurs       | 2011-2015 ou +         |
| 1.6     | 0.45/0.51          | Java SE 6            | Mustang     | (en) JSR 270   | 1.6 | Stable, actuel, version 1.6.0.45 proposée aux utilisateurs (1.6.0.51 sur MacOSX) | 2005-2013              |
| 1.5     | 0.22               | J2SE 5.0             | Tiger       | (en) JSR 176   | 1.5 | En fin de vie                                                                    | 2002-2006              |
| 1.4     | 2.19               | J2SE 1.4             | Merlin      | (en) JSR 59    | 1.4 | Obsolète                                                                         | 2000-2004              |
| 1.3     | 1.29               | J2SE 1.3             | Kestrel     | (en) JSR 58    | 1.3 | Obsolète                                                                         | 2000-2001              |
| 1.2     | -                  | Java 1.2             |             | (en) JSR 52    | 1.2 | N'est plus soutenu de façon active                                               | 2000-2006              |

## Licences
En 2023, Oracle modifie en profondeur son mode de licence pour Java SE, en ne proposant plus les licences au processeur ou à l'utilisateur nommé, mais uniquement au nombre total d'employés de l'entreprise concernée, y compris ceux qui n'utilisent pas Java, ce qui risque d'augmenter significativement les coûts et provoque des réactions négatives parmi les entreprises concernées.